# Gunnar Ekelöf
Bengt Gunnar Ekelöf (Stockholm, 15. rujna 1907. – 16. ožujka 1968., Sigtuna kod Stockholma) je švedski pisac i pjesnik. Švedski je akademik od 1958. godine.
Neke njegove pjesme na hrvatski je jezik preveo Mate Tafra, a objavljene su u Omiškom ljetopisu.